# Tanxian Xuepo
Koordinaten: 75° 37′ S, 76° 51′ O
Tanxian Xuepo (chinesisch 探险雪坡 ‚Abenteuerschneehang‘) ist eine bis zu 2800 m hoch gelegene Region des antarktischen Eisschilds im Sektor des ostantarktischen Prinzessin-Elisabeth-Lands. Sie liegt in einer Entfernung von 700 km landeinwärts zur chinesischen Zhongshan-Station. Sie ist gekennzeichnet durch eine dichte Abfolge von Drumlins.
Chinesische Wissenschaftler benannten sie im Jahr 2000 bei Satellitengeodäsie- und Kartierungsarbeiten.

## Weblink
- Tanxian Xuepo im Composite Gazetteer of Antarctica (englisch)